# 水本邦彦
水本 邦彦（みずもと くにひこ、1946年11月22日 - ）は、日本の歴史学者、京都府立大学・長浜バイオ大学名誉教授。日本近世史専攻。

## 略歴
群馬県桐生市に生まれる。1965年静岡県立浜松北高等学校卒業。1975年京都大学大学院文学研究科博士課程単位取得退学。1991年「近世の村社会と国家」で京都大学文学博士。1976年愛媛大学法文学部講師、1978年助教授。1981年京都府立大学文学部助教授、1995年教授（1998－2000年学生部長、2004－2006年文学部長）、2009年定年退職。2009年から2014年まで長浜バイオ大学教授。

## 著書
- 『近世の村社会と国家』東京大学出版会 1987
- 『近世の郷村自治と行政』東京大学出版会 1993
- 『絵図と景観の近世』校倉書房 2002
- 『草山の語る近世』(日本史リブレット) 山川出版社 2003
- 『徳川の国家デザイン』(全集日本の歴史 第10巻) 小学館 2008
- 『徳川社会論の視座』敬文舎 2013
- 『村－百姓たちの近世－』(シリーズ日本近世史　第2巻) 岩波新書 2015
- 『海辺を行き交うお触れ書き－浦触の語る徳川情報網－』(歴史文化ライブラリー) 吉川弘文館 2019（山縣勝見賞を受賞）ISBN　9784642058865
- 『土砂留め奉行－河川災害から地域を守る－』(歴史文化ライブラリー) 吉川弘文館 2022 ISBN　9784642059503

### 共編著
- 『京都府の歴史』朝尾直弘,吉川真司,石川登志雄,飯塚一幸と共著 山川出版社 1999
- 『京都と京街道－京都・丹波・丹後－』(街道の日本史) 編著 吉川弘文館 2002　ISBN　9784642062329
- 『日本史における情報伝達』松原弘宣と共編著 創風社出版 2012
- 『人々の営みと近世の自然』(環境の日本史４) 編著 吉川弘文館 2013 ISBN　	9784642017268
- 『土地はだれのものか－人口減少時代に問う－』白揚社2019

### 記念文集
- 『近世社会との往還－私の歴史研究－』水本邦彦先生70歳記念文集 2016
- 『今は昔〈雑録篇〉』2022

## 参考
- http://www.nagahama-i-bio.ac.jp/guide/kyoin/detail/p40.html